# Monika
Monika ist ein weiblicher Vorname.

## Herkunft und Bedeutung
Verbreitung erlangte der Name durch die heilige Monika von Tagaste, die Mutter des Kirchenvaters Augustinus.
Monika, Monica, griechischer, lateinischer Ursprung, Bedeutung: Einsiedlerin.

## Verbreitung
Anfang des 20. Jahrhunderts war Monika ein eher ungewöhnlicher Name für Mädchen in Deutschland. Ab Mitte der 1930er Jahre gewann der Vorname schnell an Beliebtheit. In den 1940er und 1950er Jahren war der Name unter den zehn meistvergebenen weiblichen Vornamen, Anfang der 1950er sogar mehrmals auf Platz eins der Häufigkeitsstatistik. Dann ging seine Popularität zunächst allmählich, ab Anfang der 1980er Jahre stark zurück.

## Namenstag
27. August (vor Kalenderreform 1970: 4. Mai)

## Varianten
- Deutsch: Mona, Moni
- Dänisch, Englisch, Niederländisch, Italienisch, Rumänisch: Monica
- Esperanto: Moniko
- Französisch: Monique
- Irisch: Moncha
- Polnisch: Monika, Moniczka (diminutiv)
- Portugiesisch, Spanisch: Mónica
- Rätoromanisch: Mengia
- Ungarisch: Mónika

## Namensträgerinnen

### Monica / Mónica
- Monica Arnold (* 1980), US-amerikanische R&B-Sängerin und Schauspielerin
- Monica Barbaro (* 1990), US-amerikanische Schauspielerin
- Mónica Bardem (* 1964), spanische Schauspielerin
- Monica Bartheidel (1943–2012), deutsche Behindertensportlerin
- Monica Bellucci (* 1964), italienische Schauspielerin
- Monica Beurer (* 1961), freischaffende Schweizer Fotografin, Dozentin für Fotografie und Autorin
- Monica Bielenstein (* 1948), deutsche Schauspielerin, Synchronsprecherin und Synchronregisseurin
- Monica Bleibtreu (1944–2009), österreichische Schauspielerin
- Monica Blumenthal (1930–1981), deutsch-US-amerikanische Psychiaterin
- Monica Bonvicini (* 1965), italienische Künstlerin und Professorin für Bildhauerei
- Monica Brügger (* 1932), Schweizer Architektin
- Mónica Carrillo (* 1976), spanische Journalistin und Schriftstellerin
- Mónica Cruz (* 1977), spanische Tänzerin und Schauspielerin
- Monica De La Cruz (* 1974), US-amerikanische Politikerin
- Monica Dickens (1915–1992), britische Schriftstellerin, Urenkeltochter von Charles Dickens
- Monica Ellis (* ≈1975), US-amerikanische Musikerin
- Monica Enlid (* 1973), ehemalige norwegische Fußballspielerin
- Monica Esposito (1962–2011), italienische Daoismus-Forscherin
- Mónica Falcioni (* 1968), uruguayische Leichtathletin
- Mónica Francés (* 1971), spanische Autorin und Performerin
- Monica Geingos (* 1977), namibische Unternehmerin
- Monica Gruber (* 1947), österreichische Schauspielerin und Synchronsprecherin
- Monica Gschwind (* 1963), Schweizer Politikerin (FDP) und Baselbieter Regierungsrätin
- Monica Guerritore (* 1958), italienische Schauspielerin
- Monica Hargrove (* 1982), ehemalige US-amerikanische Leichtathletin
- Monica Heller (* 1955), kanadische Linguistin
- Monica Iacob-Ridzi (* 1977), rumänische Politikerin und Mitglied des Europäischen Parlaments
- Monica Iagăr (* 1973), ehemalige rumänische Hochspringerin
- Monica Ivancan (* 1977), deutsches Model
- Monica Jauca (* 1968), ehemalige rumänische Biathletin
- Monica Jeffries (* 1985), polnische Sängerin, Komponistin und Produzentin
- Monica Johnson (1946–2010), US-amerikanische Drehbuchautorin
- Mónika Juhász Miczura (* 1972), ungarische Sängerin und Musikerin
- Monica Knudsen (* 1975), norwegische Fußballspielerin und -trainerin
- Monica Lewinsky (* 1973), US-amerikanische Praktikantin im Weißen Haus, bekannt durch die „Lewinsky-Affäre“
- Monica Lierhaus (* 1970), deutsche Sportmoderatorin
- Mónica Lista (1945–2016), deutsche Malerin und Objektkünstlerin
- Monica Løkkeberg (* 1985), norwegische Fußballschiedsrichterassistentin
- Monica Mæland (* 1968), norwegische Politikerin
- Monica Mayhem (* 1978), australische Pornodarstellerin
- Monica Morell (1953–2008), Schweizer Schlagersängerin
- Mónica Naranjo (* 1974), spanische Sängerin und Songwriterin
- Monica Niculescu (* 1987), rumänische Tennisspielerin
- Mónica Ojeda (* 1988), ecuadorianische Schriftstellerin
- Monica Potter (* 1971), US-amerikanische Schauspielerin
- Mónica Puig (* 1993), puerto-ricanische Tennisspielerin
- Monica Reyes (* 1981), österreichische Sängerin und Schauspielerin
- Monica von Rosen Nestler (* 1943), deutsch-schwedische Künstlerin
- Monica Safania (* 1990), kenianische Leichtathletin
- Monica Seles (* 1973), US-amerikanische Tennisspielerin
- Monica Semedo (* 1984), luxemburgische Fernsehmoderatorin und Politikerin
- Mónica Spear (1984–2014), venezolanisches Model und Schauspielerin
- Monica Stevens (* 1967), ehemalige antiguanische Sprinterin
- Monica Vitti (1931–2022), italienische Schauspielerin

### Monika / Mónika
- Monika (* 1985), griechische Musikerin und Komponistin

- Monika Baumgartner (* 1951), deutsche Volksschauspielerin und Theaterregisseurin
- Monika Beckerle (* 1943), deutsche Schriftstellerin
- Monika Bergmann (* 1978), deutsche Skirennläuferin
- Monika Bittl (1963–2022), deutsche Schriftstellerin
- Monika Boehm-Tettelbach (* 1941), deutsche Indologin
- Monika Böhm (* 1960), deutsche Rechtswissenschaftlerin und Hochschullehrerin
- Monika Breustedt (* 1945), deutsche Malerin, Zeichnerin, Fotografin und Objektkünstlerin
- Monika Brodka (* 1987), polnische Popsängerin
- Monika Cassens (* 1953), deutsche Badmintonspielerin
- Monika Csampai (* 1963), deutsche Musikwissenschaftlerin, Sängerin und Kulturmanagerin
- Monika Dahlberg (* 1936), deutsche Schauspielerin und Sängerin
- Monika Depta (* 1970), polnische Orientierungsläuferin
- Monika Dietl, deutsche Radiomoderatorin
- Monika Fasnacht (* 1964), Schweizer Fernsehmoderatorin
- Monika Feth (* 1951), deutsche Journalistin und Autorin
- Monika Fornaçon (* 1964), deutsche Fußballschiedsrichterin
- Monika Götze (* 1963), deutsche Übersetzerin
- Mónika Grábics (* 1976), ungarische Schachmeisterin
- Monika Griefahn (* 1954), deutsche Politikerin
- Monika Gruber (* 1971), bayerische Kabarettistin
- Monika Grütters (* 1962), deutsche Politikerin (CDU)
- Monika Hansen (1942–2025), deutsche Schauspielerin
- Monika Harms (* 1946), deutsche Juristin, Generalbundesanwältin
- Monika Hausammann (* 1974), Schweizer Schriftstellerin und Kolumnistin
- Monika Held (* 1943), deutsche Schriftstellerin und Journalistin
- Monika Helfer (* 1947), österreichische Schriftstellerin
- Monika Herrmann (* 1964), deutsche Politikerin (Bündnis 90/Die Grünen)
- Monika Hertwig (* 1945), Tochter des KZ-Kommandanten Amon Göth
- Monika Hohlmeier (* 1962), deutsche Politikerin
- Monika Jachmann-Michel (* 1963), deutsche Juristin und Hochschullehrerin
- Monika John (* 1935), deutsche Schauspielerin und Synchronsprecherin
- Mónika Juhász Miczura (* 1972), ungarische Sängerin und Musikerin, Romni
- Monika Juodvalkė (* 1982), litauische Politikerin, Vizeministerin
- Monika Kaserer (* 1952), österreichische Skirennläuferin
- Monika Koroliovienė (* 1984), litauische Politikerin, Vizeministerin der Verteidigung
- Monika Krause-Fuchs (1941–2019), deutsch-kubanische Sexualwissenschaftlerin
- Monika Krautgartner (* 1961), österreichische Schriftstellerin
- Monika Kruse (* 1971), deutsche Techno-DJ, Musikproduzentin und Labelinhaberin
- Monika Kryemadhi (* 1974), albanische Politikerin
- Monika Lee (* 1994), US-amerikanisch-philippinische Fußballnationalspielerin
- Monika „Monne“ Lentz (* 1987), deutsche Politikerin
- Monika Linkytė (* 1992), litauische Sängerin
- Monika Lücke (* 1958), deutsche Historikerin
- Monika Lundi (1941–2025), deutsche Schauspielerin
- Monika Mann (1910–1992), deutsche Schriftstellerin, Tochter von Thomas Mann
- Monika Maron (* 1941), deutsche Schriftstellerin
- Monika Martin (* 1962), österreichische Sängerin
- Mónika Mécs (* 1967), ungarische Filmproduzentin
- Monika Medick-Krakau (1946–2011), deutsche Politikwissenschaftlerin, Hochschullehrerin
- Monika Meyer (* 1972), deutsche Fußballspielerin
- Monika E. Müller (* 1965), deutsche Kunsthistorikerin
- Monika Navickienė (* 1981), litauische Politikerin
- Monika Ošmianskienė (* 1978), litauische Politikerin
- Monika Peitsch (* 1936), deutsche Schauspielerin
- Monika Pflug (* 1954), deutsche Eisschnellläuferin
- Monika Piel (* 1951), deutsche Journalistin und Moderatorin
- Monika Plura (* 1985), deutsche Kamerafrau
- Monika A. Pohl, deutsche Sach- und Fachbuchautorin, Dozentin und Vortragsrednerin
- Monika Povilaitytė (* 1994), litauische Beachvolleyballspielerin
- Monika Rathert (* 1972), deutsche Sprachwissenschaftlerin
- Monika Ražanauskienė (* 1947),  litauische Politikerin
- Monika Rühl (* 1963), Schweizer Diplomatin und Verbands-Direktorin
- Monika Schnitzer (* 1961), deutsche Wirtschaftswissenschaftlerin und Hochschullehrerin
- Monika Schnyder (* 1945), Schweizer Journalistin und Lyrikerin
- Mónika Sinkă (* 1989), rumänische Fußballspielerin
- Monika Sozanska (* 1983), deutsche Degenfechterin
- Monika Sperr (1941–1984), deutsche Schriftstellerin
- Monika Steinmetz (* 1960), deutsche Fußballspielerin
- Monika Sułkowska (* 1988), polnische Snookerschiedsrichterin
- Mónika Szabó-Kovacsicz (* 1983), ungarische Handballspielerin und -trainerin
- Monika Vaiciukevičiūtė (* 1996), litauische Geherin
- Monika Waldhier (* im 20. Jh.), deutsche angebliche Mystikerin
- Monika Weigertová (* 1992), slowakische Leichtathletin
- Monika Wicki (* 1967), Schweizer Erziehungswissenschaftlerin
- Monika Wulf-Mathies (* 1942), deutsche Gewerkschafterin, ÖTV-Vorsitzende
- Monika Zinnenberg (* 1943), deutsche Schauspielerin und Regisseurin

Zwischenname
- Greta Monika Tučkutė (* 1981), litauische Politikerin, Vizeministerin der Verteidigung